# Łana Prusakowa
Łana Aleksiejewna Prusakowa (ros.: Лана Алексеевна Прусакова; ur. 10 czerwca 2000 w Nowoczeboksarsku) – rosyjska narciarka dowolna, specjalizująca się w Big Air i slopestyle'u, srebrna medalistka mistrzostw świata.

## Kariera
Po raz pierwszy na arenie międzynarodowej pojawiła się 28 lutego 2015 roku w Mias, gdzie w zawodach FIS zajęła drugie miejsce w slopestyle'u. W 2016 roku zdobyła złoto w Big Air podczas igrzysk olimpijskich młodzieży w Lillehammer. Na rozgrywanych dwa lata później mistrzostwach świata juniorów w Cardronie zajęła trzecie miejsce w tej samej konkurencji.
W Pucharze Świata zadebiutowała 4 marca 2016 roku w Silvaplanie, gdzie zajęła 16. miejsce w slopestyle'u. Tym samym już w debiucie zdobyła pierwsze punkty. W 2021 roku wywalczyła srebro w Big Air na mistrzostwach świata w Aspen, rozdzielając swą rodaczkę Anastasiję Tatalinę i reprezentującą Chiny Eileen Gu. Na rozgrywanych w 2018 roku igrzyskach olimpijskich w Pjongczangu była czternasta w slopestyle'u.

## Osiągnięcia

### Igrzyska olimpijskie
| Miejsce | Dzień     | Rok  | Miejscowość | Konkurencja | Zwyciężczyni  |
| ------- | --------- | ---- | ----------- | ----------- | ------------- |
| 14.     | 17 lutego | 2018 | Pjongczang  | Slopestyle  | Sarah Höfflin |

### Mistrzostwa świata
| Miejsce | Dzień    | Rok  | Miejscowość   | Konkurencja | Zwyciężczyni        |
| ------- | -------- | ---- | ------------- | ----------- | ------------------- |
| 15.     | 19 marca | 2017 | Sierra Nevada | Slopestyle  | Tess Ledeux         |
| 11.     | 2 lutego | 2019 | Park City     | Big Air     | Tess Ledeux         |
| 2.      | 16 marca | 2021 | Aspen         | Big Air     | Anastasija Tatalina |

### Puchar Świata

#### Pozycje w klasyfikacji generalnej
- sezon 2015/2016: 144.
- sezon 2016/2017: 94.
- sezon 2017/2018: 61.
- sezon 2018/2019: 175.

Od sezonu 2020/2021 klasyfikacja generalna została zastąpiona przez klasyfikację Park & Pipe (OPP), łączącą slopestyle, halfpipe oraz big air.
- sezon 2020/2021: 18.

#### Miejsca na podium
Prusakowa nie stała na podium zawodów PŚ.